# شوراب علیا (دوره)
شوراب علیا یک روستا در ایران است که در دهستان شوراب (دوره) واقع شده‌است. شوراب علیا ۱۴۹ نفر جمعیت دارد.